# Clase Sun
La clase Sun es una clase de cruceros. Construidos originalmente para Princess Cruises y ahora operados por P&O Cruises Australia, ambas subsidiarias de Carnival Corporation & plc, Barco de la Paz y Seajets. Los buques de la clase fueron diseñados y construidos por Fincantieri  en Italia. El primer buque de clase Sun, Sun Princess (ahora Pacific World), entró en servicio en 1995 y el último, Ocean Princess (ahora Queen of the Oceans) entró en servicio en 2000. En el momento del lanzamiento, la clase Sun se encontraba entre los cruceros más grandes del mundo, aunque desde entonces se ha superado.
Los cuatro barcos son efectivamente idénticos, con la única excepción notable del diseño de las alas del puente; Pacific World y Pacific Explorer tienen alas de puente exteriores, Charming y Queen of the Oceans tienen alas de puente cerradas.

## Unidades
| Buque               | Año construcción | Tonelaje         | Bandera                 | Notas | Imagen |
| ------------------- | ---------------- | ---------------- | ----------------------- | --- | ------ |
| Pacific World       | 1995             | 77.499 toneladas | Bandera de Panamá       | Reanuda el servicio para Barco de la Paz en 2022. Construido como Sun Princess para Princess Cruises. Vendido a Peace Boat en 2020.                                                                              |        |
| Charming            | 1998             | 77.499 toneladas | Bandera de Liberia      | Fuera de servicio para Sanya International Cruise Development. Construido como Sea Princess para Princess Cruises. Navegó como Adonia para P&O Cruises de 2003 a 2005 y nuevamente como Sea Princess hasta 2020. |        |
| Pacific Explorer    | 1997             | 77.499 toneladas | Bandera del Reino Unido | Reanuda el servicio para P&O Cruises Australia en 2022. Anteriormente navegó como Dawn Princess para Princess Cruises de 1997 a 2017.                                                                            |        |
| Queen of the Oceans | 2000             | 77.499 toneladas | Bandera de Bermudas     | Acostado en Patras, destino desconocido. Anteriormente navegó como Ocean Princess para Princess Cruises de 2000 a 2002 y Oceana para P&O Cruises de 2002 a 2020                                                  |        |